# Gašpar Noćnik
Gašpar Noćnik je djelo Aloysiusa Bertranda kojim je ustanovljena pjesma u prozi kao književna vrsta. Prvi put je izdan 1842. u francuskom gradu Argesu. Na hrvatskom tržištu ovo djelo je izdano 1971. u izdanju Matice hrvatske, u prijevodu Vladislava Kušana.

## Kontekst stvaranja djela
Bertrand je u ranijoj mladosti objavljivao poeziju kojom se nije proslavio. Međutim, godinama je radio na zbirki pjesama napisanih u prozi, koje su sustavno spojene u jedno djelo, čime je nastao Gašpar Noćnik.
Iako je riječ o djelu od niti stotinu stranica, Bertrand ga je stvarao s velikom pažnjom, važući svaku riječ. Za života nije uspio posve dovršiti Gašpara Noćnika, te se u konačan koncept djela najčešće ubraja i pjesnička proza iz piščeve bilježnice, koja nije bila izvorno uklopljena u jednu od šest ciklusa ili kako ih Bertrand naziva - knjiga. 
Aloysius Bertrand cijeli je život pisao tu jednu i jedinstvenu knjigu, svoga Gašpara. U predgovoru, kojeg je često mijenjao, proširivao, pisao iznova, nadopunjavao i mučio se, pokušava objasniti neprekidnu i gotovo očajničku borbu svoga junaka za pronalaženjem umjetnosti i tumačenjem onoga što umjetnost zapravo jest.

## Značaj djela
Gašpar Noćnik se, unatoč standardnim temama za doba romantizma (pučka poezija, narodne priče i legende, povijesni motivi), od istog udaljava autorovim profinjenim opservacijama, bistrom i konciznom stilu pisanja, te snažnim simbolizmom.
Podnaslov djela je "Fantazije na Rembrandtov i Callotov način", čime se može vidjeti da Bertrand odmah povezuje svoje pjesništvo sa slikarstvom (a inače se može reći da su najbliže i najtočnije određenju pjesme u prozi upravo one rasprave koje pjesnički čin kompariraju sa slikarskim).
Unatoč tome što je Bertrand imao priznanje i podršku od strane Hugoa i Sainte-Beuvea, Gašpar Noćnik je bio ispred svog vremena, te je bio neprepoznat sve dok ga francuski simbolisti Charles Baudelaire i Stephane Mallarme nisu postavili na mjesto djela kultne važnosti.
Otkrićem Bertrandove zanemarene knjižice, Baudelaire oduševljen sluti "čudo pjesničke proze koja bi bila glazbena bez ritma i rime, dovoljno gipka i dovoljno izražajna da bi se prilagodila uzbuđenjima duše, lelujanjima sanjarenja i nenadanim trzajima savjesti", doživljava novu spontanost u viđenju vibrantnosti forme, i napokon - iskušava sebe pišući "Spleen Pariza - male pjesme u prozi."
Andre Breton naziva Gašpara Noćnika važnom manifestacijom modernizma u prošlosti i datumom u razvitku francuske literature. Francuski skladatelj Maurice Ravel je prema ovom djelu napisao niz skladba od kojih su poznate 'Scarbo', 'Ondine' i 'Le Gibet'.
Pjesma u prozi svijesti se u samom činu pisanja, stoga je Aloysius Bertrand nesporno polazište raznovrsnim diskusijama, dapače i sumnjama u zasebno postojanje upravo pjesme u prozi: šarmantnim provokacijama kritike i teorije "precijenjenost" ili pak "podcijenjenost" epohalnog djela tako postaje još intrigantnijom, a napose i ozbiljnom literarnom pojavom ako se uzme u obzir da je Bertranda, baš kao i Poea, otkrio svijetu jedan od najvećih i najviše slijeđenih pjesnika modernizma.
Bertrand u vrijeme pisanja Gašpara Noćnika nije bio siguran o čemu zapravo govori, ali danas postaje jasno da je riječ o otkrivanju drugačijeg oblika pjesme koji nosi i jednu sasvim kompleksnu unutrašnju strukturu koju prožimaju nova poetika i estetika samog jezika koji mijenja značenje, ne samo pjesmi, već i cjelokupnom shvaćanju poezije (kao književnog roda) od njenih začetaka do danas.

## Sadržaj djela
Gašpar Noćnik sastoji se od šest knjiga, kojima se najčešće dodaje i sedma u vidu okupljanja neraspoređenih pjesama u prozi.
- Knjiga prva: Flamanska škola
- Knjiga druga: Stari Pariz
- Knjiga treća: Noć i njezine obmane
- Knjiga četvrta: Ljetopisi
- Knjiga peta: Španjolska i Italija
- Knjiga šesta: Zbornik